# Caspueñas
Caspueñas es un municipio y localidad española de la provincia de Guadalajara, en la comunidad autónoma de Castilla-La Mancha. El término municipal tiene una población de 133 habitantes (INE 2024).

## Geografía
Se sitúa a orillas del río Ungría en la comarca de la Alcarria Alta. 

## Historia
A mediados del siglo XIX, el lugar contaba con una población censada de 218 habitantes. La localidad aparece descrita en el sexto volumen del Diccionario geográfico-estadístico-histórico de España y sus posesiones de Ultramar de Pascual Madoz de la siguiente manera:

CASPUEÑAS: v. con ayunt. en la prov. de Guadalajara (5 leg.), part. jud. de Brihuega (3), aud. terr. de Madrid (15), c. g. de Castilla la Nueva, dióc. de Toledo (26): sit. en el llano de un valle circundado de cerros, con escasa ventilacion y limitado horizonte, las enfermedades mas comunes son tercianas: tiene 70 casas; la de ayunt. con una habitacion para cárcel; una fuente de buenas aguas con su pilon, de la que se surte el vecindario para beber y demas usos domésticos; un pósito pio con el fondo de 190 fan. de grano; escuela de instruccion primaria dotada con 240 rs., á la que concurren 16 alumnos, y una igl. parr. (La Purisima Concepcion) matriz de la de Valdesaz, servida por un cura párroco de segundo ascenso y provision ordinaria: el cementerio se halla fuera de la pobl., hácia el S. y en parage que no ofende á la salud pública: confina el térm. N. Valdesaz (3/4 de hora); E. Balconete (1/2); S. Atanzon (1/2), y O. Valdegrudas; dentro de esta circunferencia se encuentra una ermita (La Soledad), y 4 bosques encinares titulados Rebollo, Valongo, Cespederas y Monte llano: el terreno que participa de monte y llano, es pedregoso y árido; sin mas vega que unas 500 fan. fertilizadas por el r. Ungria; se hallan en cultivo y en buen estado. correo: se recibe y despacha en la adm. de Brihuega miércoles y domingos. prod.: trigo, cebada, avena y vino, aunque de cereales no los suficientes para el consumo, pastos y leñas de combustible y carboneo; cria ganado lanar, cabrio, mular, vacuno y asnal; caza abundante de liebres, conejos y perdices, y algunos lobos y zorras. ind.: la agrícola, 3 molinos harineros y el carboneo cuando se permiten cortas. comercio: esportacion de vino, carbon y algun ganado, é importacion de cereales, ropas y otros art. de primera necesidad. pobl.: 52 vec., 218 alm. cap. prod.: 800,000 rs. imp.: 64,200. contr.: 4,530. presupuesto municipal: 1,500, se cubre con los productos de 12 fan. de tierra, un horno de poya y un molino harinero.
(Madoz, 1847, p. 75)

En las orillas del río Ungría se levantaron varios molinos, tres de ellos en el término de Caspueñas, que trabajaron como harineros desde la Edad Media hasta mediados del siglo XX en que se convirtió alguno de ellos en pequeñas centrales hidráulicas, y desde 1973 a 1992 en piscifactoría para la cría de truchas.

## Demografía
Caspueñas cuenta con una población de 133 habitantes (INE 2024).
| Gráfica de evolución demográfica de Caspueñas entre 1842 y 2021                                                     |
| |
| Población de derecho según los censos de población del INE Población de hecho según los censos de población del INE |

| 1991 |  | 1996 |  | 2001 |  | 2004 |  | 2013 |  | 2015 |
| ---- |  | ---- |  | ---- |  | ---- |  | ---- |  | ---- |
| 47   |  | 81   |  | 87   |  | 98   |  | 104  |  | 97   |

## Patrimonio
Entre sus monumentos se encuentra la iglesia parroquial del siglo XVII, con fecha de 1624, tal como reza en una de las piedras de la sacristía. Está dedicada a la Purísima Concepción. En la misma iglesia se destaca mediante una placa conmemorativa el haber sido lugar de nacimiento de fray Alonso de Veracruz.
Posee también una fuente pública en su plaza construida en 1876.
Su término municipal está incluido dentro del área protegida Paisaje Protegido Valle del río Ungría. 